# 362177 Anji
362177 Anji è un asteroide della fascia principale. Scoperto nel 2009, presenta un'orbita caratterizzata da un semiasse maggiore pari a 2,4276378 UA e da un'eccentricità di 0,1452290, inclinata di 1,58943° rispetto all'eclittica.
L'asteroide è dedicato all'omonima contea cinese.